# Trampko
Die Hamburger Trampreeder-Kooperation, auch Tramp-Cooperation, kurz Trampko oder Trampco, ist ein Zusammenschluss von in der Trampschifffahrt tätigen deutschen Reedereien, der unter anderem verschiedene Schiffstypen konzipierte.

## Geschichte und Tätigkeit
Gegründet wurde die Trampko 1967 als Organisation zur Zusammenarbeit auf verschiedenen Feldern des Reedereiwesens.
Von besonderer Bedeutung in der gemeinschaftlichen Betätigung sind die Befrachtungspools. Im Laufe ihrer Tätigkeit haben sich mehrfach verschiedene Mitgliedsreedereien zusammengetan, um gemeinsam Serienschiffe in Auftrag zu geben und diese gemeinsam zu befrachten. Zum einen lassen sich bei der Bestellung von Schiffsserien bessere Preise erzielen, zum anderen bieten Befrachtungspools mit einer größeren Anzahl gleichartiger Schiffe den Reedereien die Möglichkeit einer besseren Schiffsbewirtschaftung. Das wichtigste Arbeitsfeld der Trampko heutzutage ist aber der gemeinsame Einkauf von Schmierstoffen sowie anderen Verbrauchsartikeln wie Farben, Ausrüstung oder Ersatzteilen. Die Trampko unterhält verschiedene Arbeitskreise, in denen Reeder, Inspektoren, Befrachter und andere Reedereibeteiligte ihre Erfahrungen beispielsweise in jährlichen Betriebskostenvergleichen oder Personal-, Einkaufs- oder Charterfragen austauschen können. Seit 1996 veranstaltet Trampko eine Vortragsreihe für Auszubildende im Reedereiwesen.
Beispiele von Trampko-Bauserien sind die Ende der 1960er Jahre in Auftrag gegebenen Trampko-Mehrzweckfrachter, die zehn 1972 von niederländischen Werften abgelieferten Schiffe vom Typ Porter, die kurze Zeit später in Japan gebauten zehn Trampko-Bulker oder eine ebenfalls in Japan gebaute Serie von 17 Küstenmotorschiffen. Zwanzig Jahre nach ihrer Gründung betrieben die Mitgliedsreedereien 250 Schiffe, in den 2010er Jahren über 350.
Der Einkaufsteil der Trampko wird seit 2017 zusammen mit der Purchase Alliance in the "Trampko Purchase Alliance", kurz TPA, abgewickelt. Dabei bleibt die Trampko jedoch als eigenständige Einheit bestehen.
Mitinitiator und von 1996 bis 2008 erster amtierender Geschäftsführer der Trampko war Klaus H. Johns als Geschäftsführer der Reederei Fisser & v. Doornum, die bis 1999 Mitglied war.

## Mitgliedsreedereien
Folgende Reedereien sind mit Stand Juli 2017 Mitglieder:
- F.H. Bertling Reederei, Hamburg
- Aug. Bolten Wm. Miller’s Nachfolger, Hamburg
- Ernst Komrowski, Hamburg
- F. Laeisz, Hamburg, Rostock
- Leonhardt & Blumberg, Hamburg
- MACS Maritime Carrier Shipping, Hamburg & Johannesburg
- Orion Reederei, Hamburg
- Hans Peterson & Söhne, Rendsburg
- Reederei Nord, Hamburg & Limassol
- Carsten Rehder, Hamburg
- Bernhard Schulte, Hamburg & Limassol
- Transocean Maritime Agencies, Monaco
- Vega-Reederei, Hamburg
- F. A. Vinnen & Co., Bremen
- Horst Zeppenfeld, Bremen